# جایگزین جهانی‌شدن

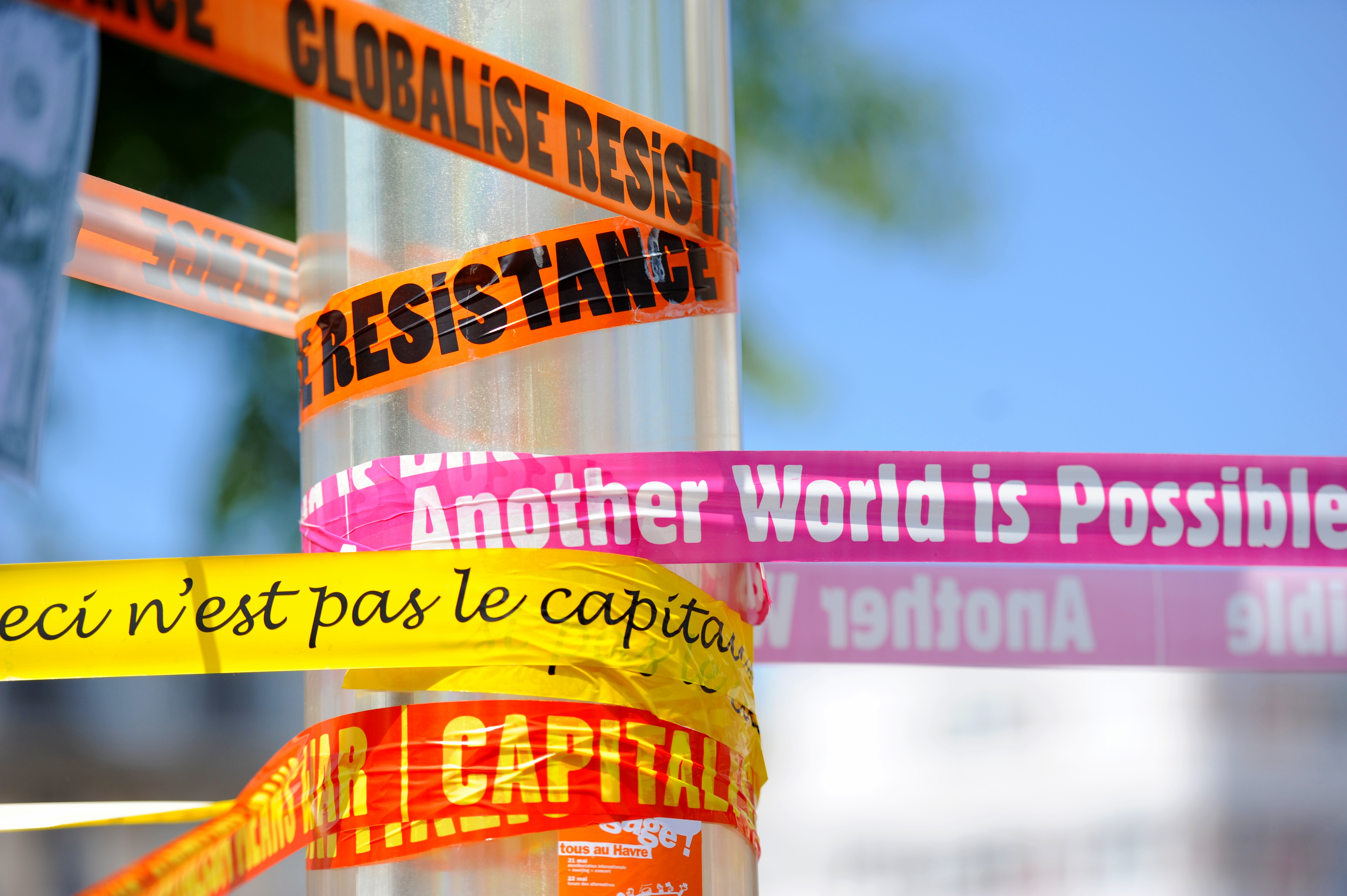
شعارهای جایگزینی جهانی‌سازی تغییر در تظاهرات لو هاور علیه سی و هفتمین اجلاس G8 در دوویل فرانسه

جایگزین جهانی‌شدن (به انگلیسی: Alter-globalization) (که همچنین به‌عنوان جهانی‌شدن جایگزین نیز شناخته می‌شود، یک جنبش اجتماعی است که هواداران آن از همکاری و تعامل جهانی حمایت می‌کنند، اما با آنچه که به عنوان اثرات منفی جهانی‌سازی اقتصادی توصیف می‌کنند، مخالفند. آنها ممکن است به زیان ارزش‌های انسانی مانند تغییر اقلیم، حفاظت محیط زیست و آب و هوا، عدالت اقتصادی، حفاظت از نیروی کار، حفاظت از فرهنگ‌های بومی، صلح و آزادی‌های مدنی، یا به زیان ترویج کافی ارزش‌های انسانی کار کنند. این جنبش با جنبش عدالت جهانی مرتبط است.